# Volta a Portugal de 1984
A 46ª edição da Volta a Portugal em Bicicleta ("Volta 84") decorreu entre os dias 19 de Agosto e 1 de Setembro de 1984. Foi composta por um prólogo e 16 etapas, num total de 1.770 km.

## Equipas
Participaram 65 corredores de 9 equipas:
- Sporting-Raposeira
  - 1. Marco Chagas
  - 2. Benedito Ferreira
  - 3. Benjamim Carvalho
  - 4. Carlos Marta
  - 5. Eduardo Correia
  - 6. José Amaro
  - 7. José Xavier
  - 8. Manuel Zeferino
  - 9. Paulo Ferreira
- Coimbrões-Café Gama
  - 10. António Castro
  - 11. António Pinto
  - 12. Isidro Miranda
  - 13. Jacinto Paulinho
  - 14. José Martins
  - 15. José Silva
  - 16. Manuel Alves
  - 17. Raúl Terebentino
  - 18. Joaquim Fonseca
- Ajacto-Morphy Richards
  - 19. Fernando Carvalho
  - 20. Joaquim Carvalho
  - 21. José Fernandes
  - 22. Manuel Vilar
  - 23. Venceslau Fernandes
  - 24. José Barbosa (Centro de Ciclismo de Loulé)
- Olhanense-Algarve
  - 26. Abel Coelho
  - 27. António Fernandes
  - 28. José Henriques
  - 29. José Mendes
  - 30. Luís Domingos
  - 31. Luís Vargues
  - 32. Manuel Correia
  - 33. António Vitorino (Fazendense)
- Paços de Ferreira-Construções Pinto e Mota
  - 34. José Camilo
  - 35. José Passos
  - 36. Bernardo Sousa
  - 37. Eugénio Passos
  - 38. Fernando Maia
  - 39. Luís Teixeira
  - 40. António Beirão
- Maria José Abreu-Vigaminho
  - 41. Belmiro Ribeiro
  - 42. Fernando Costa
  - 43. Gaspar Gonçalves
  - 44. José Pereira
  - 45. José Sá
  - 46. Manuel Martins
  - 47. Marino Fonseca
  - 48. Norberto Medeiros
- Ovarense-Herculano
  - 49. António Alves
  - 50. António Pinto
  - 51. Belmiro Silva
  - 52. João Paulo
  - 53. Manuel A. Gomes
  - 54. Manuel Cunha
  - 55. Manuel Gomes
  - 56. Manuel Neves
- Tavira-Macal Minarelli
  - 57. António Palma
  - 58. Armindo Terebentino
  - 59. Fernando Ventura
  - 60. Jacques Robain
  - 61. Jacques Sabaton
  - 62. João Santos
  - 63. Jorge Corvo
  - 64. Jorge Evangelista
  - 65. José Marques
- Lousa-Trinaranjus-IBA1
  - 66. Adelino Teixeira
  - 67. Alberto Leal
  - 68. Alexandre Ruas
  - 69. Carlos Ferreira
  - 70. Carlos Santos
  - 71. Fernando Fernandes
  - 72. Fernando Vale
  - 73. José Poeira

1 A IBA abandonou o apoio ao ciclismo durante a prova em protesto pela falta de menção ao nome completo das equipas por parte da RTP.

## Etapas
| Nº        | Dia           | Etapa                                                                   | km       | Vencedor da etapa                      | Camisola amarela                             |
| --------- | ------------- | ----------------------------------------------------------------------- | -------- | -------------------------------------- | -------------------------------------------- |
| Prólogo   | 19 de Agosto  | Pista de Tavira (Perseguição individual)                                | 2        | Marco Chagas (Sporting-Raposeira)      | Marco Chagas (Sporting-Raposeira)            |
| 1ª etapa  | 20 de Agosto  | Castro Marim - Évora                                                    | 205      | Carlos Santos (Lousa-Trinaranjus-IBA)  | Marco Chagas (Sporting-Raposeira)            |
| 2ª etapa  | 21 de Agosto  | Évora - Lisboa                                                          | 146      | António Fernandes (Olhanense-Algarve)  | Marco Chagas (Sporting-Raposeira)            |
| 3ª etapa  | 21 de Agosto  | Circuito de Alvalade (C/R individual)                                   | 4,5      | Marco Chagas (Sporting-Raposeira)      | Marco Chagas (Sporting-Raposeira)            |
| 4ª etapa  | 22 de Agosto  | Lisboa - Leiria                                                         | 158      | Paulo Ferreira (Sporting-Raposeira)    | Marco Chagas (Sporting-Raposeira)            |
| 5ª etapa  | 23 de Agosto  | Leiria - Mangualde (Alto da Senhora do Castelo)                         | 160      | António Fernandes (Olhanense-Algarve)  | Marco Chagas (Sporting-Raposeira)            |
| 6ª etapa  | 24 de Agosto  | Mangualde - Covilhã                                                     | 112      | António Fernandes (Olhanense-Algarve)  | Marco Chagas (Sporting-Raposeira)            |
| 7ª etapa  | 24 de Agosto  | Covilhã - Penhas da Saúde (C/R individual)                              | 10       | Alberto Leal (Lousa-Trinaranjus-IBA)   | Alberto Leal (Lousa-Trinaranjus-IBA)         |
| 8ª etapa  | 25 de Agosto  | Covilhã - Gouveia                                                       | 94       | Marco Chagas (Sporting-Raposeira)      | Venceslau Fernandes (Ajacto-Morphy Richards) |
| 9ª etapa  | 26 de Agosto  | Gouveia - Pedras Salgadas                                               | 190      | Paulo Ferreira (Sporting-Raposeira)    | Venceslau Fernandes (Ajacto-Morphy Richards) |
|           | 27 de Agosto  | Descanso                                                                | Descanso | Descanso                               | Descanso                                     |
| 10ª etapa | 28 de Agosto  | Pedras Salgadas - Lamego (Alto da Serra das Meadas)                     | 119      | Benjamim Carvalho (Sporting-Raposeira) | Venceslau Fernandes (Ajacto-Morphy Richards) |
| 11ª etapa | 29 de Agosto  | Lamego - Vila Real                                                      | 52       | Benedito Ferreira (Sporting-Raposeira) | Venceslau Fernandes (Ajacto-Morphy Richards) |
| 12ª etapa | 29 de Agosto  | Vila Real - Mondim de Basto (Alto da Senhora da Graça)                  | 97       | Manuel Cunha (Ovarense-Herculano)      | Venceslau Fernandes (Ajacto-Morphy Richards) |
| 13ª etapa | 30 de Agosto  | Mondim de Basto - Vila Nova de Cerveira (Alto da Senhora da Encarnação) | 141      | José Marques (Tavira-Macal Minarelli)  | Venceslau Fernandes (Ajacto-Morphy Richards) |
| 14ª etapa | 31 de Agosto  | Vila Nova de Cerveira - Póvoa de Varzim                                 | 160      | Carlos Marta (Sporting-Raposeira)      | Venceslau Fernandes (Ajacto-Morphy Richards) |
| 15ª etapa | 1 de Setembro | Póvoa de Varzim - Matosinhos                                            | 97       | Jacinto Paulinho (Coimbrões-Café Gama) | Venceslau Fernandes (Ajacto-Morphy Richards) |
| 16ª etapa | 1 de Setembro | Matosinhos - Matosinhos (C/R individual)                                | 23       | Manuel Zeferino (Sporting-Raposeira)   | Venceslau Fernandes (Ajacto-Morphy Richards) |

## Classificações Finais

### Geral individual
| Lugar | Nome                | Nacionalidade | Equipa                 | Tempo       |
| ----- | ------------------- | ------------- | ---------------------- | ----------- |
| 01º   | Venceslau Fernandes | Portugal      | Ajacto-Morphy Richards | 49h 09' 23" |
| 02º   | Manuel Zeferino     | Portugal      | Sporting-Raposeira     | + 1' 22"    |
| 03º   | Manuel Cunha        | Portugal      | Ovarense-Herculano     | + 2' 22"    |
| 04º   | Adelino Teixeira    | Portugal      | Lousa-Trinaranjus-IBA  | + 2' 47"    |
| 05º   | Luís Vargues        | Portugal      | Olhanense-Algarve      | + 2' 51"    |
| 06º   | Fernando Fernandes  | Portugal      | Lousa-Trinaranjus-IBA  | + 3' 39"    |
| 07º   | António Pinto       | Portugal      | Ovarense-Herculano     | + 3' 46"    |
| 08º   | Benjamim Carvalho   | Portugal      | Sporting-Raposeira     | + 5' 18"    |
| 09º   | Fernando Carvalho   | Portugal      | Ajacto-Morphy Richards | + 6' 12"    |
| 10º   | Manuel Neves        | Portugal      | Ovarense-Herculano     | + 7' 00"    |

### Geral por equipas
| Lugar | Equipa                | Tempo        |
| ----- | --------------------- | ------------ |
| 1º    | Sporting-Raposeira    | 147h 28' 10" |
| 2º    | Lousa-Trinaranjus-IBA | + 6' 28"     |
| 3º    | Ovarense-Herculano    | + 12' 21"    |

### Geral por Pontos
| Lugar | Nome           | Equipa                | Pontos |
| ----- | -------------- | --------------------- | ------ |
| 1º    | Paulo Ferreira | Sporting-Raposeira    | 61     |
| 2º    | Alexandre Ruas | Lousa-Trinaranjus-IBA | 42     |
| 3º    | Carlos Marta   | Sporting-Raposeira    | 35     |

### Geral da Montanha
| Lugar | Nome                | Equipa                 | Pontos |
| ----- | ------------------- | ---------------------- | ------ |
| 1º    | Manuel Cunha        | Ovarense-Herculano     | 87     |
| 2º    | Venceslau Fernandes | Ajacto-Morphy Richards | 53     |
| 3º    | Jacinto Paulinho    | Coimbrões-Café Gama    | 41     |

### Outras classificações
- Metas Volantes: Paulo Ferreira (Sporting-Raposeira), 27 pontos.
- Combinado: Venceslau Fernandes (Ajacto-Morphy Richards), 8 pontos.

## Ciclistas
Partiram: 65; Desistiram: 27; Terminaram: 38.  
Média: 36,150 km/h.